# Sofyan Chader
Sofyan Hassibe Nour Chader (* 12. Mai 2000 in Lyon) ist ein französisch-algerischer Fußballspieler. Der Offensivspieler steht seit 2022 beim FC Luzern in der Schweizer Super League unter Vertrag.

## Karriere
In seiner Jugend wurde Sofyan Chader im Nachwuchs von Olympique Lyon ausgebildet. Im Herrenbereich spielte er zunächst im Großraum Lyon als Amateur in der zweiten Mannschaft der AS Lyon Duchère sowie beim FC Vaulx-en-Velin jeweils in der fünften Liga.
Im Januar 2020 verpflichtete ihn der Zweitligist Clermont Foot und stattete ihn mit einem Profivertrag über zweieinhalb Jahre bis 2022 aus. Bis zum vorzeitigen Abbruch der Saison aufgrund der COVID-19-Pandemie bestritt er im Februar 2020 ein Zweitligaspiel gegen Paris FC und kam ansonsten hauptsächlich in der zweiten Mannschaft des Vereins in der dritten Liga zum Einsatz. In der anschließenden Saison 2020/21 rückte Chader in die Profimannschaft auf und kam in insgesamt 22 Ligaspielen zum Einsatz, meistens als Einwechselspieler sowie in vier davon in der Startaufstellung. Am Saisonende stieg er mit der Mannschaft als Tabellenzweiter in die Ligue 1 auf. Bereits im Dezember 2020 war sein Vertrag vorzeitig um zwei Jahre bis 2024 verlängert worden. Nach dem Aufstieg lieh ihn der Verein 2021 für ein Jahr an den Schweizer Zweitligisten FC Stade Lausanne-Ouchy aus. Mit sieben Toren in 25 Ligaspielen sowie zwei weiteren Toren in drei Pokalspielen wurde der Mittelfeldspieler dort der zweitbeste Torschütze seiner Mannschaft hinter Stürmer Brighton Labeau. Nach Ablauf der Leihe kehrte Chader im Sommer 2022 zunächst nach Clermont zurück und saß am ersten Spieltag der neuen Saison 2022/23 dort auf der Ersatzbank, ohne zum Einsatz zu kommen.
Im August 2022 wechselte Chader erneut in die Schweiz und schloss sich dem Erstligisten FC Luzern an.
Nach bis dahin 41 Ligaspielen, in denen ihm acht Tore gelangen, fiel er ab März 2023 lange Zeit verletzt aus und verpasste auch große Teile der anschließenden Saison 2024/25. In seinem letzten Vertragsjahr bestritt er lediglich zwei Spiele mit der Mannschaft und verließ den Verein anschließend im Sommer 2025.

## Erfolge
- Aufstieg in die Ligue 1: 2021 (Clermont Foot)